# 672 Astarte
För andra betydelser, se Astarte (olika betydelser).
672 Astarte eller 1908 DY är en asteroid i huvudbältet, som upptäcktes 21 september 1908 av den tyska astronomen August Kopff i Heidelberg. Den har fått sitt namne efter Astarte en gudinna i  fenicisk och kanaanitisk mytologi.
Asteroiden har en diameter på ungefär 30 kilometer.